# Pseudoreaster obtusangulus
Pseudoreaster obtusangulus is een zeester uit de familie Oreasteridae.
De wetenschappelijke naam van de soort werd in 1816 gepubliceerd door Jean-Baptiste de Lamarck.